# Estació d'Ecoparc
Ecoparc és una estació del metro de Barcelona on s'aturen trens de la L10, situada al carrer A de la Zona Franca, entre el carrers 3 i 4, davant les cotxeres de busos de TMB. L'estació està construïda en viaducte.
Aquesta estació forma part del tram 2 de la Línia 10 del metro (Zona Franca | ZAL – Zona Universitària), i disposa d'ascensors i escales mecàniques.

## Història
Els treballs de construcció van començar el 2003, i el viaducte es va aixecar durant el 2005. El fet que les obres d'altres parts de la línia patissin retards importants va alentir la construcció. Degut a la manca de recursos públics, el 2011 els treballs van quedar aturats.
A final del 2012 es reprenen les obres per enllestir la infraestructura ferroviària del viaducte per permetre la connexió de les cotxeres de la Zona Franca amb la branca de l'aeroport. El 2018 es reactiven els treballs de l'estació i al començament del 2021 van començar les proves de conducció Es posa en servei el 7 de novembre de 2021 en el perllongament de la L10 Sud des de l'estació de Zona Franca fins Zal-Riu Vell. Per la seva banda, es preveu posar en marxa tot el tram comú del túnel de la L10 el 2027.

## Serveis ferroviaris
| Metro de Barcelona             |                 |       |                               |                        |
| Procedència/Destinació         | <               | Línia | >                             | Procedència/Destinació |
| ZAL \| Riu Vell                | ZAL \| Riu Vell |       | Port Comercial \| La Factoria | Collblanc              |
| Projectat                      |                 |       |                               |                        |
| Pratenc                        | ZAL \| Riu Vell | obres | Port Comercial \| La Factoria | Gorg                   |
| Font ampliació: PDI 2009-2018. |                 |       |                               |                        |